# NGC 266
NGC 266 este o galaxie spirală situată în constelația Peștii. A fost descoperită în 12 septembrie 1784 de către William Herschel. De asemenea, a fost observată încă o dată în 11 noiembrie 1827 de către John Herschel.